# Bālā Eshtūj
Bālā Eshtūj (persiska: Bālā Eshtūkh, Oshtūj, Eshtūj, بالا اشتوج) är en ort i Iran.   Den ligger i provinsen Mazandaran, i den norra delen av landet, 120 km nordväst om huvudstaden Teheran. Bālā Eshtūj ligger 827 meter över havet och antalet invånare är 119.
Terrängen runt Bālā Eshtūj är huvudsakligen mycket bergig. Bālā Eshtūj ligger nere i en dal. Runt Bālā Eshtūj är det ganska tätbefolkat, med 116 invånare per kvadratkilometer. Närmaste större samhälle är Khorramābād, 18,7 km nordost om Bālā Eshtūj. I omgivningarna runt Bālā Eshtūj växer i huvudsak blandskog.